# Eurhinodelphis
Genre
Eurhinodelphis est un genre fossile de cétacés datant du Miocène.

## Classification
Le genre Eurhinodelphis a été utilisé pour la première fois par Bernard du Bus de Gisignies (1808-1874) dans un article lu à l'Académie royale des sciences, des lettres et des beaux-arts de Belgique le 17 décembre 1867. Toutefois, pour BioLib et Paleobiology Database les auteurs de ce genre sont Pierre-Joseph Van Beneden (1809-1894) et Paul Gervais (1816-1879), ceux-ci précisant que ce genre n'a été que proposé par du Bus en 1867, ce qui est peut-être à l'origine de la confusion.
Othenio Abel (1875-1946) a étudié et illustré l'espèce européenne dans une série d'articles publiés en 1901, 1902 et 1905. Par la suite, des crânes fossiles trouvés dans la formation de Calvert dans le Maryland et en Virginie ont été attribués à ce genre.

## Liste des espèces
- † Eurhinodelphis cocheuteuxi Du Bus, 1867
- † Eurhinodelphis longirostris Du Bus, 1873

### Ancienne espèce
- Eurhinodelphis bossi, espèce désormais rattachée au genre Xiphiacetus.

## Description

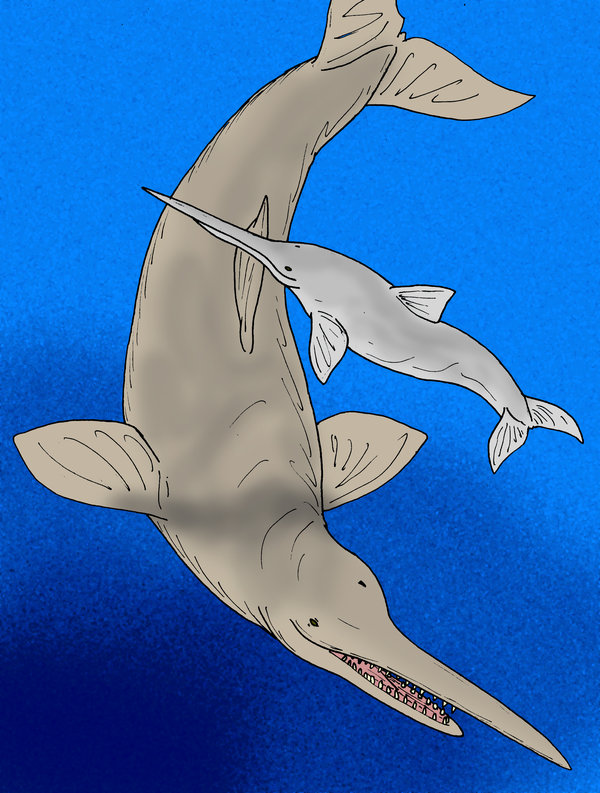
Vue d'artiste de Macrodelphinus et de Eurhinodelphis longirostris (le plus petit).

Eurhinodelphis avait une longueur d'environ 2 mètres. À bien des égards, il aurait ressemblé à un dauphin ou à un marsouin moderne, mais sa mâchoire supérieure était allongée pour former une extrémité pointue semblable à celle d'un espadon.
Eurhinodelphis l'utilisait très probablement de la même manière que l'espadon, de façon à frapper ou de éperonner une proie. Il avait aussi des dents longues et pointues.
Par rapport aux espèces fossiles antérieures, Eurhinodelphis avait des oreilles complexes, suggérant qu'il chassait par écholocation comme les baleines modernes. Son cerveau était également asymétrique, un trait que l'on retrouve chez les dauphins modernes, et éventuellement associé à la navigation dans son environnement.

### Publication originale
- [1867] vicomte du Bus, « Sur quelques Mammifères du crag d'Anvers », Bulletins de l'Académie royale des sciences, des lettres et des beaux-arts de Belgique., Bruxelles, vol. 24,‎ 1867, p. 562-577 (ISSN 0770-7509, OCLC 1589466 et 472187722, lire en ligne). .